# Sozialistische Deutsche Arbeiterjugend
Die Sozialistische Deutsche Arbeiterjugend (SDAJ) ist ein marxistisch-leninistisch orientierter Jugendverband. Der Verband ist eine offiziell eigenständige Nebenorganisation der Deutschen Kommunistischen Partei (DKP). Laut Verfassungsschutzbericht aus dem Jahr 2014 ist die SDAJ formal unabhängig, betrachtet sich aber als Nachwuchsorganisation der DKP, sie wird unter der Rubrik „linksextremistische Bestrebungen und Verdachtsfälle“ aufgelistet.

## Programmatik
Nach eigenem Bekunden vertritt die SDAJ die Gesamtinteressen der arbeitenden und lernenden Jugend. Politischer Schwerpunkt sei die „Arbeiterjugendpolitik“, d. h. Öffentlichkeitsarbeit und Aktionen zur Situation der Azubis in Deutschland. Dazu kommen verschiedene Themenfelder antikapitalistischer Politik, unter anderem antifaschistische und antimilitaristische Arbeit. Die Themen Internationalismus, Bildungspolitik und Kürzungen in der Finanzierung der Jugendarbeit sind weitere Schwerpunkte. Die SDAJ fordert die Gesamtschule, eine Klassenstärke von maximal 20 Schülern sowie eine Abschaffung von Kopfnoten. Sie spricht sich auch für eine zukunftsorientierte, demokratische und solidarische Hochschulbildung aus. Sie ist gegen Studien- und Semestergebühren wie auch gegen den Numerus clausus.

## Organisationsstruktur
Die Mitglieder sind im Alter von 14 bis 30 Jahren. Die SDAJ gliedert sich in Ortsgruppen, Kreisverbände und Landesverbände, wobei die SDAJ in allen Bundesländern außer dem Saarland vertreten ist. Laut Verfassungsschutzbericht aus dem Jahr 2014 ist die SDAJ formal unabhängig, betrachtet sich aber als Nachwuchsorganisation der DKP.

### Bundesvorsitzende der SDAJ
| Zeitraum  | Name                                                  |
| 1968–1974 | Rolf Priemer und Walter Möbius (Stellvertreter)       |
| 1974–1979 | Wolfgang Gehrcke                                      |
| 1979–1982 | Werner Stürmann und Vera Achenbach (Stellvertreterin) |
| 1982–1984 | Werner Stürmann und Hans Kluthe (Stellvertreter)      |
| 1984–1989 | Birgit Radow und Hans-Georg Eberhard (Stellvertreter) |
| 1989–1994 | Patrik Köbele                                         |
| 1994–2000 | Michael Götze                                         |
| 2000–2004 | Tina Sanders und Jürgen Wagner                        |
| 2004–2006 | kollektive Leitung                                    |
| 2006–2008 | Michael Grüß                                          |
| 2008–2013 | Björn Schmidt                                         |
| 2013–2016 | Paul Rodermund                                        |
| 2016–2018 | Jan Meier                                             |
| 2018–2021 | Lena Kreymann                                         |
| seit 2021 | Andrea Hornung                                        |

## Geschichte

### 1968 bis 1977
Die SDAJ wurde am 5. Mai 1968, dem 150. Geburtstag von Karl Marx, von Jugendlichen und jungen Mitgliedern der verbotenen KPD – noch vor der DKP-Neukonstituierung am 25. September 1968 – gegründet. Mitbegründer war unter anderem Reinhard Junge.
Die Niederschlagung des Prager Frühlings durch Truppen des Warschauer Paktes am 21. August 1968 in der Tschechoslowakei wurde von der SDAJ begrüßt. Zu den Repressionen, denen die Anhänger des Prager Frühlings in den Folgejahren zu Hunderttausenden ausgesetzt waren, zum Beispiel Berufsverbote, schwieg man.
Die SDAJ versuchte unter anderem, in den infolge der Studentenbewegung 1968 entstandenen sozialen Bewegungen mitzuwirken. Auch eine große Anzahl von Lehrlingen war politisch aktiv geworden, um die Qualität ihrer Ausbildung und ihre Existenzbedingungen politisch zu verbessern. Die SDAJ ging aus der „Lehrlingsbewegung“ hervor. Seit der Gründung der DKP kooperiert die SDAJ mit der kommunistischen Partei, ohne ihre Eigenständigkeit als Jugendverband aufzugeben. Die SDAJ wurde zu einem der führenden linken Jugendverbände in Deutschland und war in der Öffentlichkeit in vielen Feldern politisch wahrnehmbar – beispielsweise auch in Aktionen gegen Fahrpreiserhöhungen („Rote Punkt-Aktionen“). Eigenen Angaben zufolge hatte sie zeitweise mehr als 35.000 Mitglieder.
Verbandsorgan der SDAJ war die von ihren Mitgliedern verkaufte Zeitschrift elan, deren Erscheinen nach Abbruch der Finanzierung durch die SED eingestellt wurde. Seit 1972 veranstaltet der Verband in jährlichem Wechsel zentrale und dezentrale Pfingstcamps.

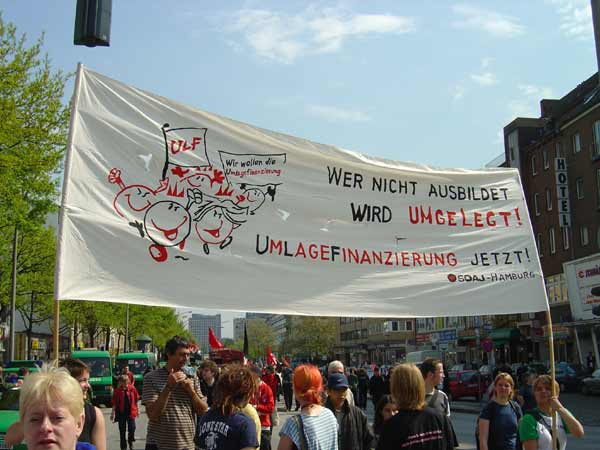
Aktion der SDAJ auf einer Demonstration zum 1. Mai 2006

### 1978 bis 1987
Die SDAJ veranstaltete von 1978 bis 1988 zusammen mit dem Marxistischen Studentenbund Spartakus (MSB) alle zwei Jahre jeweils Mitte Mai auf dem Gelände der Dortmunder Messe das Festival der Jugend. Seit 2008 findet nach zwanzigjähriger Pause alle zwei Jahre das Festival im Wechsel mit den regionalen Pfingstcamps im Kölner Jugendpark statt. Seit 2011 organisiert die SDAJ vier regionale Pfingstcamps im Norden, Osten, Süden und Westen Deutschlands.
Bis zur Deutschen Wiedervereinigung bestanden enge Kontakte zwischen der SDAJ und der FDJ, die als Geschwisterorganisation betrachtet wurde. So hatte beispielsweise jeder Landesverband der SDAJ einen Freundschaftsbezirk in der DDR, in den regelmäßige Fahrten unternommen wurden. Außerdem wurde ein Teil der Öffentlichkeitsmaterialien und Infrastruktur über DDR-Gelder finanziert.

### 1988 bis 1997
1988 wurden Konflikte innerhalb des Verbandes öffentlich deutlich, als innerhalb von DKP und SDAJ zunehmend Reform-Positionen an Stärke gewannen. Das führte beim SDAJ-Bundeskongress 1989 zur Spaltung der Organisation, als sich die Mehrheit der Delegierten für einen Antrag aussprach, der den Verband als marxistische Arbeiterjugendorganisation bewahren wollte. Die unterlegene Strömung um die Bundesvorsitzende Birgit Radow verließ daraufhin den Kongress. Es gelang ihr jedoch nicht, neue bundesweite Strukturen aufzubauen. Viele ihrer ehemaligen Führungsmitglieder fanden eine neue Heimat in den Jugendstrukturen der PDS. Die Führung der SDAJ übernahm ein Bundesarbeitsausschuss um Patrik Köbele. Die SDAJ wurde also als marxistisch-leninistische Organisation über die Zeit der deutschen Wiedervereinigung hinweg bewahrt.
Mit der friedlichen Revolution in der DDR und der deutschen Wiedervereinigung spitzte sich die Krise in der SDAJ zu. Ebenso wie die DKP hatte sie einen rasanten Mitgliederschwund durch Austritte zu verzeichnen. Nach dem Ende der Finanzierung durch die DDR mussten Zeitungen und Ferienobjekte aufgegeben, hauptamtliche Mitarbeiter entlassen werden. Bis ca. 1993 blieb die SDAJ faktisch „kopflos“, sodass die Bundeszentrale mit ständig wechselnder Besetzung bei der Auflösung von Kreisverbänden, Ortsgruppen und Bezirks-/Landesverbänden oftmals lediglich zuschauen konnte. 1994 begann die Neuorganisation und Reaktivierung von Kreis- und Ortsverbänden und der Wiederaufbau von Landesstrukturen.
Mit der Position kam bald wieder ein zentrales Theorie- und Debattenorgan des Verbandes heraus. Ab Ende der 1990er Jahre gab es Ortsgruppen in Leipzig, Dresden, Gera, Potsdam, Rostock, Gadebusch und Berlin.

### 1998 bis heute
2004 zog die ehemalige SDAJ-Aktivistin Johanna Scheringer-Wright auf der Liste der PDS in den Thüringer Landtag ein. Im selben Jahr errang der ehemalige SDAJ-Bundesvorsitzende Wolfgang Gehrcke ein Direktmandat für den Brandenburger Landtag und 2005 ein Bundestagsmandat, ebenso wie das ehemalige SDAJ-Mitglied Gert Winkelmeier (beide Die Linke).
Das Bundesamt für Verfassungsschutz veröffentlicht in seinen jährlichen Verfassungsschutzberichten eine Einschätzung über die Mitgliederzahl der SDAJ. Für 2007 gab das BfV bundesweit rund 300 Mitglieder, für 2015 etwa 500 Mitglieder, für 2016 rund 750 Mitglieder, und für 2020 rund 670 Mitglieder an.
2009 war die SDAJ an der Organisation und Durchführung der bundesweiten Bildungsstreiks beteiligt und engagierte sich in der Schülerpolitik, wie bspw. dem Aufbau von LSV (Landesschülervertretungen) bzw. BSV (Bundesschülervertretungen).
Ende Februar 2010 wurde dem syrischen Immigranten Aram A. aufgrund seiner Mitgliedschaft in der SDAJ die Einbürgerung verweigert.
Im Oktober 2011 führte die SDAJ ihren 20. Bundeskongress in Hannover durch. Neben der Wahl eines 33-köpfigen Bundesvorstands, dem Björn Schmidt weiterhin als Vorsitzender angehörte, wurde auch die antifaschistische Kampagne »Nazifreie Zonen« beschlossen. Im Rahmen dieser Kampagne, die bis zum Juni 2012 lief, sollten vor allem in Schulen und Betrieben in Zusammenarbeit mit lokalen Bündnissen, Schülervertretungen und der Gewerkschaftsjugend »nazifreie Zonen« geschaffen werden.
Als Reaktion auf das Auftreten der Hooligans gegen Salafisten organisierte die SDAJ Köln am 2. November 2014 eine Demonstration „gegen Neonazis, rechte Hooligans und Rassismus“, an der sich laut Eigenangaben 3400 Menschen beteiligten.

## Mitgliedschaften und Kooperationen
Die SDAJ ist Mitglied im Weltbund der Demokratischen Jugend und beteiligt sich an den von ihr organisierten Weltfestspielen der Jugend und Studenten. In Thüringen und Sachsen-Anhalt kooperiert die SDAJ mit ['solid] und dem Roten Tisch. In einigen weiteren Bundesländern, wie etwa in Nordrhein-Westfalen und Hamburg, bestehen Koordinierungstreffen mit ['solid]. Auf Gruppen- und Landesebene arbeitet die SDAJ mit den jeweiligen regionalen politischen Organisationen und Gruppen zusammen, die im konkreten Aktionsbereich vergleichbare Standpunkte vertreten, z. B. in unterschiedlichen Gewerkschaftsjugendgruppen. In Hamburg ist die SDAJ assoziiertes Mitglied des Landesjugendrings Hamburg.

## Publikationen
Neben dem bundesweiten Magazin Position bestehen weitere Zeitungen und Aktionszeitungen der SDAJ-Gruppen in Großstädten und Regionen, so etwa die Basta! in Berlin, Likedeeler in Hamburg, DenkzettelL in Kiel, der Comandante in Marburg, der Rote Herkules in Kassel, der Aufschrei in Rostock, die Perspektive! in Solingen, die Movimiento in Köln, die Your Voice – Your Choice in Düsseldorf oder die Venceremos in Thüringen. Mit steigender Mitgliederzahl im Süden Deutschlands wurde auch in Bayern eine JugendZeitung gegründet. Die Kontra! erscheint seit 2004 alle zwei Monate mit einer Auflage von ca. 5000 Exemplaren und wird in 16 bayerischen Städten bzw. Gemeinden verteilt (Stand Januar 2007); diesem Vorbild folgend erscheint in Baden-Württemberg die Baschda. Die SDAJ gibt Themen-Zeitungen heraus, zum Beispiel Lehrlingsinfo, Schulanfangszeitung oder die Antimilitaristischen Informationen.
2007 veröffentlichte die SDAJ eine „rote Schulhof-CD“ „Gemeinsam gegen Rechts“, die Lieder der Partisanen der 1940er-Jahre, der Freien Deutschen Jugend (FDJ) sowie antimilitaristische Lieder enthält. Die Aktion war als Gegenkampagne zur Verteilung von CDs mit rechtsextremistischem Liedgut gedacht. Auf der CD wird die Oktoberrevolution als positives Ereignis herausgestellt.